# 米海尔·斯塔西诺普洛斯
米海尔·斯塔西诺普洛斯（羅馬化：Mikhaíl Stasinópoulos；1903年7月27日—2002年10月31日），希腊政治人物，1974年12月至1975年7月间担任希腊第三共和国临时总统。

## 生平
早年在雅典大学学习法律，1934年获得博士学位。1937年，成为雅典大学副教授。1974年，他被希腊议会选为临时总统。
| 前任： 费宗·吉齐基斯 | 希腊总统 1974-1975 | 繼任： 康斯坦蒂诺斯·察佐斯 |